# Xã Owen, Quận Warrick, Indiana
Xã Owen (tiếng Anh: Owen Township) là một xã thuộc quận Warrick, tiểu bang Indiana, Hoa Kỳ. Năm 2010, dân số của xã này là 611 người.